# Корнуэльское восстание (1497)
Корнуэльское восстание 1497 года (корн. Rebellyans Kernow; англ. Cornish Rebellion of 1497) — народное восстание, произошедшее в Корнуолле, королевство Англия.

## Предыстория
Графство Корнуолл находится на юго-западе Англии, к XV веку жители Корнуолла представляли собой особое сообщество, отличавшееся от остальной части Англии. Корнцы по языку и традициям были более близки к валлийцам и бретонцам, чем к английскому населению остальной Англии. Наличие важных оловянных рудников в графстве способствовало особому положению региона и различным уступкам со стороны королевской власти. Так, Эдуардом I Плантагенетом была отменена часть налогов на жителей графства, а также учреждён местный парламент.
Основной причиной восстания стало введение королём Генрихом VII Тюдором налогов на жителей Корнуолла, который ранее был отменён королём Эдуардом I. Введение налога стало вынужденным для Генриха VII, поскольку казна была опустошена из-за войны с Шотландией.

## Восстание
В ответ на введение налога кузнец Майкл Джозеф (также известный как Майкл Ан Гоф, корн. An Gof — кузнец) и Томас Фламанк, адвокат из Бодмина, стали подстрекать возмущённых корнцев на восстание против короля. Вскоре, собрав армию примерно из 15 000 воинов, восставшие двинулись в графство Девон для пополнения новобранцами. Кроме небольших инцидентов, в основном жители Девона благосклонно отнеслись к восставшим, некоторые присоединялись к армии.
Через Тонтон армия восставших направилась в Уэльс, не встречая сопротивления, где к ним присоединился Джеймс Туше, 7-й барон Одли, опытный солдат. В Уэльсе было принято обращение к королю с требованием восставших, которое, впрочем, было оставлено без внимания.
После Уэльса повстанцы направились в Уинчестер, через Бристоль и Солсбери. Томас Фламанк решил расширить восстание за счёт жителей Кента, полагая, что сможет получить поддержку там, где сохранилась ещё память о крестьянском восстании Джека Кэда 1451 года и сильны мятежные настроения. Но жители Кента не только не поддержали восставших, но под знамёнами своего графа оказали повстанцам серьёзное сопротивление. Армия восставших вынуждена была отступить, многие, разочаровавшись в восстании, вернулись в Корнуолл.

### Решающая битва
13 июня 1497 года армия корнцев прибыла в Гилфорд, в 43 километрах от Лондона. Ранее, обеспокоенный приближением повстанцев, король вынужден был отозвать 8-тысячную армию во главе с лордом Добене, сражавшуюся в Шотландии, и призвать её на помощь. В Шотландию на время был отправлен отряд графа Суррея для сдерживания атак шотландцев. Сам король со свитой и архиепископом Кентерберийским укрылись в стенах Тауэра, призвав вооружить всех горожан и разместить их у стен и ворот города. Королевская армия из Шотландии прибыла вовремя и заняла позиции возле Лондона в тот же день, когда восставшие вошли в Гилфорд.
14 июня лорд Добени решил проверить решимость восставших и послал отряд из 500 копейщиков к Гилфорду, после чего произошло небольшое столкновение в окрестностях города. Вскоре армия корнцев вышла из Гилфорда и направилась к Лондону в Блэкхет, где и разбили свой лагерь. Король к тому времени смог собрать 25-тысячную армию. Распространив слухи о том, что ударит по повстанцам лишь в понедельник 19 июня, он разделил свою армию на три части и атаковал в субботу 17 июня.
Основное сражение произошло у Дептфордского моста через реку Рейвенсборн (Дептфорд — в настоящее время район Лондона). Корнцы разместили лучников для блокирования на мосту королевских сил. Атаковавшие войска лорда Добени понесли потери, прежде чем захватили переправу (всего от 8 до 300 человек по разным источникам). Великая хроника Лондона сообщает, что это были единственные потери королевских войск, что, впрочем, маловероятно в связи с масштабными боевыми действиями позднее в тот же день.
Из-за неопытности восставшие забыли оказать поддержку оборонявшим мост и сконцентрировали свои силы вдалеке на холме. Это было серьёзной ошибкой, поскольку на узком участке моста шансы корнцев и королевских войск в некоторой степени бы уравнялись. В результате прорвавшиеся превосходящие войска лорда Добени атаковали повстанцев на открытой местности, где завязалось кровопролитное сражение. Сам лорд Добени так увлёкся сражением, что был отрезан от своих войск и попал в плен. Однако вскоре вернулся в бой, так как был отпущен корнцами, которые терпели поражение и, возможно, думали уже не о победе, а о возможных последствиях восстания и мести со стороны короля.
Остальная армия короля напала на корнцев в соответствии с планом и, разрезав армию повстанцев, обратила их бегство. Лидеры восставших барон Одли и Томас Фламанк были взяты в плен на поле боя. В результате сражения по разным оценкам погибло от 200 до 2000 восставших. Майкл Ан Гоф отдал приказ о капитуляции, а сам бежал, но смог добраться только до Гринвича, где был пленён верными королю войсками.

## Итоги
Плохое вооружение, отсутствие кавалерии и артиллерии у корнцев привели армию короля к достаточно лёгкой победе. Уже в 2 часа пополудни король Генрих VII вернулся в Лондон с триумфом. На Корнуолл были наложены тяжёлые штрафы, многих пленных обратили в рабство, земли и имущество многих восставших были переданы более лояльным подданным.
Майкл Джозеф и Томас Фламанк были приговорены к повешению, потрошению и четвертованию. Этот вид казни предусматривал последовательно повешение (не давая задохнуться до смерти), кастрирование, потрошение, четвертование и обезглавливание. Приговорённым явили «милость» короля и просто повесили, все остальные действия были осуществлены над трупами. Барона Одли, как дворянина, днём позже обезглавили на Тауэр Хилл. Головы казнённых по традиции были вывешены на Лондонском мосту.